# جيني بلانكو
جيني بلانكو هي عارضة ومذيعة دومينيكانية، ولدت في 30 مارس 1985 في سانتو دومينغو في جمهورية الدومينيكان.